# Лави Тидхар
Лави Тидхар (на иврит: לביא תדהר) е израелски писател на произведения в жанра научна фантастика и фентъзи, както и на мултижанрови постмодерни творби.

## Биография и творчество
Лави Тидхар е роден на 16 ноември 1976 г. в кибуца Афула, Израел. От тийнейджър пътува много. Първо се премества със семейството си в Южна Африка, после живее във Великобритания, Лаос и островите Банк, Вануату, в южния Тихи океан.
Издава първият си сборник с поезия на иврит през 1998 г., но скоро след това започва да пише разкази на английски език издавайки няколко сборника в началото на 21 век.
Разказът му „Temporal Spiders, Spatial Webs“ печели през 2003 г. конкурса „Clarke-Bradbury“ спонсориран от Европейската космическа агенция. Сборникът му „Hebrewpunk“ от 2007 г. представя еврейската митология в идиома на западната популярна жанрова фантастика.
Първият му роман е тъмното фентъзи „The Tel Aviv Dossier“ от 2009 г. в съавторство с писателя Нир Янив.
Поредицата му „Истории на продавача на книги“ от 2010 г. представя сюжети, в които се литературни и исторически герои със стиймпънк елементи.
Романът му „Осама“ от 2011 г. съчетава фентъзи приключения на частния детектив Джо, и алтернативната история, със сложния софистичен поглед за въздействието на тероризма. Романът печели Световната награда за фентъзи за 2012 г.
През 2016 г. печели наградата „Джон Кампбъл“ за най-добър роман за „Централна станция“.
В периода 2000-2013 г. е главен редактор на блога „Световен форум на научната фантастика“. Редактира и три свързани антологии.
Лави Тидхар живее със семейството си от 2013 г. в Лондон.

## Произведения

### Самостоятелни романи
- The Tel Aviv Dossier (2009) – с Нир Янив
- Osama (2011) – световна награда за фентъзи
- The Violent Century (2013)
- A Man Lies Dreaming (2014)
- Central Station (2016) – награда „Джон Кампбъл“
Централна станция, изд.: ИК „Бард“, София (2016), прев. Иван Иванов

### Серия „Истории на продавача на книги“ (Bookman Histories)
1. The Bookman (2010)
2. Camera Obscura (2010)
3. The Great Game (2012)

### Новели
- An Occupation of Angels (2005)
- Cloud Permutations (2010)
- Gorel and the Pot Bellied God (2011)
- Jesus and the Eightfold Path (2011)
- Martian Sands (2013)
- Dragonkin (2013)
- Selfies (2014)
- Terminal (2016)
- The Old Dispensation (2017)

### Сборници
- Triquorum One (2006) – с Алън Ашли, Пол Ди Филипо, Джон Грант и Кристофър Тийг
- Hebrewpunk (2007)
- Dark Currents (2012) – с Нина Алън, Алиет де Бодард, Уна Маккормак, Софи Макдугал, Адам Невил, Род Рийс, Триша Съливан и Ейдриън Чайковски
- Black Gods Kiss (2014)

### Документалистика
- Michael Marshall Smith: A Bibliography (2004)